# Musée épigraphique d'Athènes
Le Musée épigraphique d'Athènes (en grec moderne : Επιγραφικό Μουσείο) est un musée entièrement consacré aux inscriptions antiques, pour l'essentiel en grec ancien. Installé dans une aile du Musée national archéologique d'Athènes, il est le seul de son genre en Grèce et l'un des plus importants au monde. Ses collections comprennent 13 510 inscriptions couvrant toute l'Antiquité, depuis l'époque protohistorique jusqu'à l'Antiquité tardive.
Le Musée épigraphique dépend directement du Directorat des Antiquités grecques du ministère de la culture. Il est dirigé (2009) par Maria Lagogianni. Il comprend une série de onze salles ordonnées autour de deux cours, une cour d'entrée et une cour intérieure surplombée par une galerie. Seules quatre de ces onze salles ainsi que les deux cours sont ouvertes aux visiteurs. Les autres sont réservées aux chercheurs.

## Histoire
La fondation du musée remonte à 1885, lorsqu'il est installé dans le corps de bâtiment qu'il occupe encore aujourd'hui, l'aile sud du complexe architectural du Musée national archéologique d'Athènes. Dans les années 1950, de nouveaux espaces furent ajoutés par Pátroklos Karantinós et le musée prit alors sa forme actuelle. Une rénovation eut lieu dans les années 1990, permettant la mise en place d'une nouvelle muséographie. Une nouvelle extension est prévue.
Le premier noyau des collections est dû à Kyriakos Pittakis qui rassembla les inscriptions athéniennes. Vinrent s'y ajouter celles de la Société archéologique d'Athènes, et les trouvailles des fouilles de l'Acropole. Les collections continuèrent de s'enrichir par la suite à mesure que progressaient les fouilles en Attique et dans toute la Grèce, jusqu'aux années 1960. Le manque d'espace interrompit alors le transfert des pierres vers le musée, qui ne reçut plus que quelques inscriptions provenant de donations privées, ainsi que de nouveaux fragments de textes déjà en sa possession, notamment pour les inscriptions de l'Agora d'Athènes.
Le premier inventaire des collections est l'œuvre à la fin du XIXe siècle de Vasileios Leonardos : les inscriptions furent alors classées par sujet et exposées de cette façon, en raison de l'influence de la publication contemporaine des Inscriptiones Graecae, le grand corpus d'épigraphie grecque. Ce système fut repris après la Seconde Guerre mondiale par Markellos Mitsos puis Constantina Delmouzou.

## Collections
La majeure partie des inscriptions sont écrites en grec. Seules une quarantaine sont en latin ou en hébreu. Il s'agit d'inscriptions  funéraires provenant de Mistra et datent des XVIe - XVIIe siècles. La quasi-totalité (98 %) sont gravées sur du marbre ou de la pierre en général. Les autres sont des sceaux d'amphores ou des tuiles gravées.
Les seules parties du musée accessibles aux visiteurs sont les deux cours (intérieure et extérieur), le hall, et les salles 1, 2, 9-10 et 11.

### Inscriptions majeures
Les inscriptions considérées comme majeures en raison soit de leur intérêt esthétique soit de leur intérêt historique sont présentées dans le hall et dans la salle no 2. On peut y voir des bases de statues votives, provenant principalement de l'Acropole, et un boulier provenant de Salamine (IVe – IIIe siècles av. J.-C.).

### Décrets, traités et comptes financiers
La salle no 1 regroupe différents décrets, traités et comptes financiers athéniens : une liste des tributs de la première ligue de Délos (Ve siècle av. J.-C.), les comptes de la construction de la statue chryséléphantine d'Athéna par Phidias ou des listes d'offrandes à Athéna sur l'Acropole.
| Objet                             | Description | Origine et datation                            |
| --------------------------------- | --- | ---------------------------------------------- |
| EM 6647+13453+13454 IG I³ 259-272 | Liste des tributs de la première ligue de Délos Les cités alliées des Athéniens étaient enregistrées sur cette stèle chaque année, de -454/-453 à -440/-439. Le montant indiqué face à leur nom, inscrit dans le système numéral acrophonique, correspond à 1/60 du tribut total, versé en offrande à Athéna. Hauteur de la stèle : 3,56 m ; 149 fragments. | Athènes, Acropole Époque classique -454 à -439 |

### Inscriptions représentatives
Afin de rendre la visite plus agréable et plus compréhensible au visiteur non spécialiste, un effort particulier a été fait pour la muséographie (revue récemment) de la grande salle 9-10. Elle expose toute une série d'inscriptions représentatives de chacun des grands types d'inscription : lois, lois sacrées, décrets, offrandes, inscriptions commémoratives, funéraires ou chorégiques, lettres. On peut voir  l'autel votif à Apollon Pythien dédié par Pisistrate le jeune (le fils d'Hipparque) cité par Thucydide, un décret concernant la première installation de clérouques athéniens sur Salamine (510-500 av. J.-C.), la loi sacrée relative à l'Acropole et l'Hékatompédon (485-484 av. J.-C.), le décret de Thémistocle concernant l'évacuation d'Athènes lors des guerres médiques, une copie de la fin du Ve siècle av. J.-C. de la loi sur l'homicide de Dracon, une stèle donnant les détails de la construction de l'arsenal d'Euthydomos et Philon au Pirée ou une lettre adressée aux Athéniens par Marc Aurèle.
| Objet                                 | Description | Origine et datation                                             |
| ------------------------------------- | --- | --------------------------------------------------------------- |
| EM 6798+6815+12936 IG I³ 1            | Le plus ancien décret athénien connu réglementant le statut des clérouques à Salamine.                                                                       | Époque archaïque ca. -510 / -500                                |
| EM 6794 IG I³ 4B                      | Détail d'une partie de la loi sacrée sur l'Acropole et l'Hékatompédon.                                                                                       | Époque archaïque -485/-484                                      |
| EM 13330 Hesperia 29 (1960), 198-223. | Décret de Thémistocle trouvé à Damalas près de Trézène, concernant l'évacuation des Athéniens et la défense navale de la cité avant la bataille de Salamine. | Époque classique -480 Copie du IIIe siècle av. J.-C.            |
| EM 10077 IG I³ 1128                   | Borne des trittyes des Pedieis et Thriasioi. | Le Pirée Époque classique vers le milieu du Ve siècle av. J.-C. |
| EM 6667 IG I³ 476                     | Comptes de construction de l'Érechthéion. | Acropole d'Athènes Époque classique -408/-407                   |
| EM 12538 IG II² 1668                  | Détails de la construction de l'arsenal du Pirée, confiée aux architectes Euthydomos et Philon.                                                              | Époque classique -347/-346                                      |
| EM 13262 AM 66 (1941), 218-219        | Décret chorégique honorifique du dème d'Aixone concernant deux chorèges, Auteas et Philoxenides.                                                             | Époque hellénistique -313/-312                                  |
| EM 10401 CIL III, 00459 (982)         | Lettre-édit de l'empereur Julien à Secundus, préfet du prétoire d'Orient concernant le jugement d'affaires mineures. Copie en latin trouvée à Amorgós.       | Amorgós Empire romain vers 362 apr. J.-C.                       |

### Inscriptions athéniennes

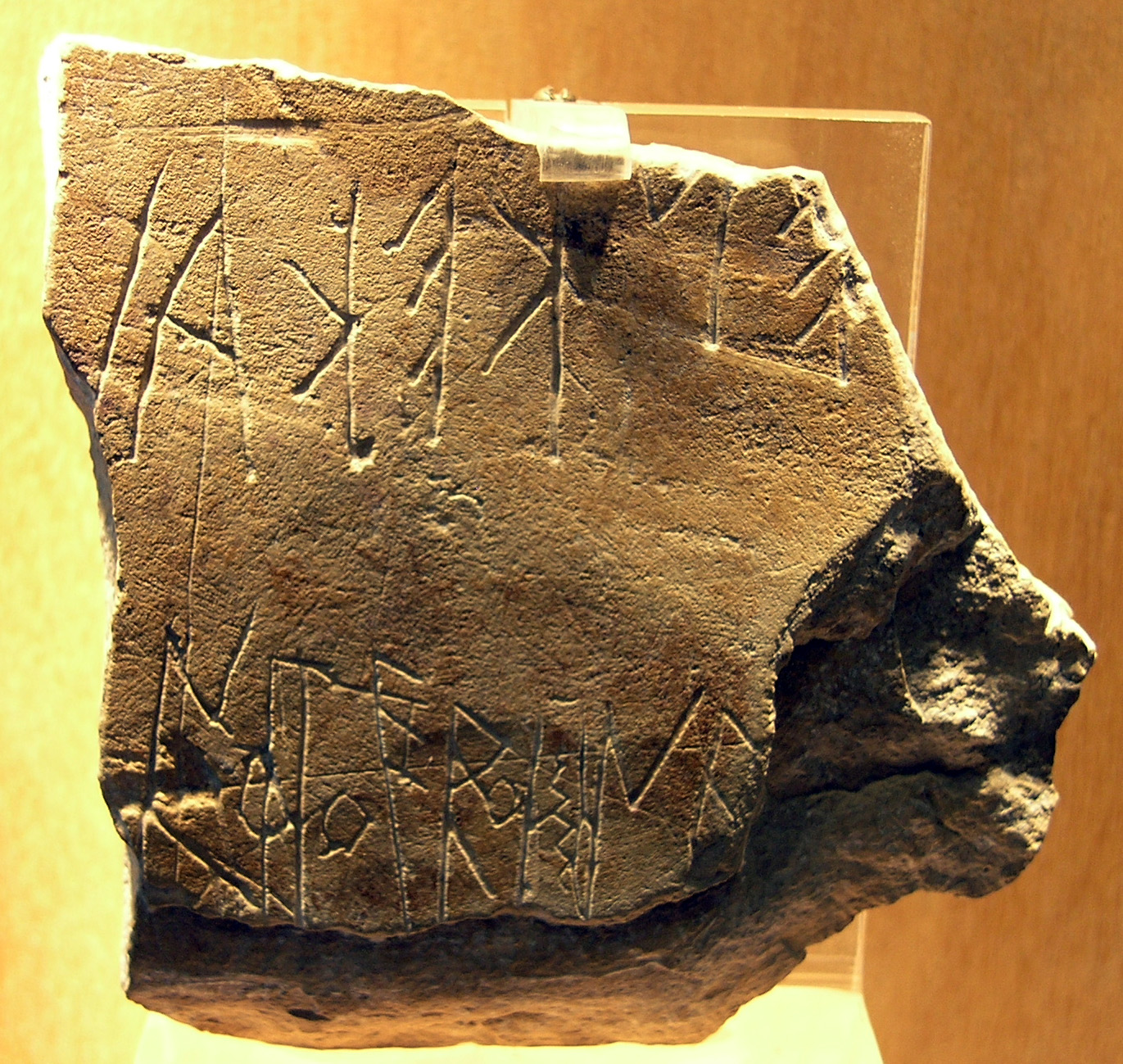
Le plus ancien graffito attique sur pierre provenant de l'Acropole, daté du Boustrophédon de deux lignes.

La salle no 11 est consacrée exclusivement aux inscriptions provenant d'Athènes, alors que la salle précédente expose des inscriptions provenant d'un champ géographique plus large. On peut y voir la plus ancienne inscription trouvée sur l'Acropole ou les premières inscriptions athéniennes, écrites de droite à gauche ou en boustrophédon (alternativement de droite à gauche puis de gauche à droite comme un bœuf labourant un champ). La salle expose aussi des listes de soldats morts au combat, des stèles funéraires et des bases de statues archaïques provenant de l'Acropole où on peut encore lire les noms des sculpteurs.

### Stèles funéraires
Les deux cours, intérieure et extérieure exposent des stèles funéraires de toutes les formes, comme des lécythes ou des colonnes.

### Salles réservées aux chercheurs
Les autres inscriptions non exposées au public sont consultables par les archéologues et les antiquisants.
| Objet                                   | Description                                                                                              | Origine et datation                              |
| --------------------------------------- | --- | ------------------------------------------------ |
| EM 10048+10051 IG II² 1672              | Comptes des épistates éleusiniens et des trésoriers de Déméter et de Korè, datés de -329 à -328 Salle 12 | Époque classique -329 à -328                     |
| EM 10029-31 GIL III Suppl. 2.P.2328F.F. | Fragment de l'édit de Dioclétien trouvé à Aigeira : « édit du Maximum ». Salle 12                        | Empire romain Règne de Dioclétien 301 apr. J.-C. |